# 齋藤隆成
齋藤 隆成（さいとう りゅうせい、1996年12月18日 - ）は、日本の元俳優。
神奈川県出身。ウェスタに所属していた。

## 人物
- 特技は野球とサッカー、バスケットボール、和太鼓と書道。中学校ではバスケットボール部に所属[2]。
- 趣味はジャッキー・チェンの映画鑑賞。
- 高校三年生の時に交際相手の妊娠が発覚して結婚し、一男の父となる。2018年に第二子が誕生した[3]。

## 出演

### テレビドラマ
- よい子の味方 〜新米保育士物語〜（2003年1月 - 3月、日本テレビ系） - 鈴木太陽（幼少） 役
- OL銭道 第1話（2003年4月、テレビ朝日系）
- 砂の器（2004年1月 - 3月、TBS系） - 本浦秀夫（幼少） 役
- 火曜サスペンス劇場「刑事・鬼貫八郎16　死のある風景」（2004年3月16日、日本テレビ系） - 石山真　役
- 光とともに…〜自閉症児を抱えて〜（2004年4月 - 6月、日本テレビ系） - 東光 役
- 火曜サスペンス劇場「北ホテル2」（2004年9月14日、日本テレビ系） - 村尾圭太　役
- ナースマンがゆく 第1話（2004年10月、日本テレビ系） - 村上元気 役
- ほんとにあった怖い話 第8話「前略、お父さん」（2004年12月、フジテレビ系） - 大城直人 役
- たったひとつの恋（2006年10月 - 12月、日本テレビ系） - 神崎廉 役
- 愛の劇場「マイフェアボーイ」第1話・第3話（2007年6月、TBS系） - 早川慎一郎 役
- 受験の神様（2007年7月 - 9月、日本テレビ系） - 後藤隆成 役
- 週刊真木よう子 第9話「蝶々のままで♥」（2008年5月28日、テレビ東京系） - 健太 役
- 流星の絆（2008年10月 - 12月、TBS系） - コウイチ（有明功一の幼少） 役
- 銭ゲバ（2009年1月 - 3月、日本テレビ系） - 蒲郡風太郎（幼少） 役
- 幻十郎必殺剣スペシャル（2009年4月10日、テレビ東京系） - 滝沢基一郎 役
- 明日の光をつかめ（2010年7月5日 - 9月3日、東海テレビ制作・フジテレビ系） - 中園満 役
- 金曜プレステージ「西村京太郎スペシャル 警部補・佐々木丈太郎」（2010年8月13日、フジテレビ系） - 西井翔太 役
- 階段のうた Season2（2011年1月 - 3月 - TBS系） - 春野虎太郎 役
- 金曜プレステージ「いじわるばあさん3」（2011年1月28日、フジテレビ系） - 伊知割ツトム 役
- 鈴木先生（2011年4月25日 - 6月、テレビ東京系） - 紺野徹平 役
- 人生がときめく片づけの魔法（2013年9月27日、日本テレビ系） - 藤島幸雄（少年期） 役

### 映画
- 博士の愛した数式（2006年） - √（ルート） 役
- 百万円と苦虫女（2008年） - 佐藤拓也 役
- 綱引いちゃった! （2012年） - 中山健太 役
- 鈴木先生（2013年） - 紺野徹平 役
- 案山子とラケット 〜亜季と珠子の夏休み〜（2015年） - 松丘大樹 役

### CM
- シダックス
- マスターカード 帰省編 - 孫 役
- ホクレン農業協同組合連合会（北海道地区限定）
- マクドナルド ハッピーセット
- プレイステーション3 やりたかったぞー ラチェット&クランク FUTURE篇
- JAバンク　
  - 『総論（出会い）篇』
  - 『教育（息子の想い）篇』
  - 『JAカード（ていねいに向き合う）篇』

### その他
- SMAPとイク? SMAP SAMPLE TOUR FOR 62DAYS．（2005年、コンサート）
- 土曜プレミアム「人体再生ロマンスペシャルIII もう一度抱きしめたい!!〜最先端医療が救う命と愛の物語〜」（2007年4月28日、フジテレビ）声の出演 -コーティ 役
- SMAP×SMAP特別編「ザッツ・ジャパニーズ・エンターテイメント 甦る日本映画黄金期」（2008年5月5日、関西テレビ・フジテレビ）- 少年 役
- 魔法の辞書〜人生が豊かになるバラエティー〜（2008年12月30日、フジテレビ）
- 水曜日のダウンタウン（2016年8月3日、TBS）

### 受賞
- 第41回「ザテレビジョン ドラマアカデミー賞」助演男優賞（「光とともに…－自閉症児を抱えて－」にて）